# Tiskaretjärn (naturreservat)
Tiskaretjärn är ett naturreservat i Sunne kommun i Värmlands län.
Området är naturskyddat sedan 1978 och är 21 hektar stort.  Reservatet består främst av ett gammaldags odlingslandskap inne i ett barrskogsområde.